# استفان استودر
استفان استودر (انگلیسی: Stefan Studer؛ زادهٔ ۳۰ ژانویهٔ ۱۹۶۴) بازیکن فوتبال سابق اهل آلمان است که در پست مدافع و هافبک بازی می‌کرد.
از باشگاه‌هایی که در آن بازی کرده‌است می‌توان به باشگاه فوتبال هانوفر ۹۶، باشگاه فوتبال هامبورگ، باشگاه فوتبال هانزا روستوک، باشگاه فوتبال آینتراخت فرانکفورت، و باشگاه فوتبال سن پائولی اشاره کرد.